# Plutonia emmersoni
Plutonia emmersoni is een slakkensoort uit de familie van de Vitrinidae. De wetenschappelijke naam van de soort is voor het eerst geldig gepubliceerd in 1988 door Morales.